# Quartier de la Gare
Pour les articles homonymes, voir Quartier de la Gare (homonymie).
Le quartier de la Gare est le 50e quartier administratif de Paris.

## Situation
Situé dans le 13e arrondissement, il est délimité au nord par le boulevard Vincent-Auriol (appelé boulevard de la Gare jusqu’en 1976), à l'est par la Seine, au sud par les communes d'Ivry-sur-Seine et du Kremlin-Bicêtre et à l'ouest par l'avenue de Choisy. C'est le plus étendu des quartiers de Paris avec une superficie de 304,4 ha et une population d'environ 69 000 habitants. Créé en 1860 par annexion d'une partie du territoire d'Ivry-sur-Seine, il est connu des Parisiens pour son quartier chinois, la bibliothèque François-Mitterrand et l'opération d'aménagement Paris Rive Gauche, dont la partie sud a été réalisée sur son territoire.

## Origine du nom
Contrairement à ce qui pourrait être évident, ce quartier ne tire pas l'origine de son nom à la présence de la gare d'Austerlitz, mais il fut nommé ainsi en référence à la gare fluviale d'Ivry qui fut construite ici à partir de la fin du règne de Louis XV.

## Historique

### Un lieu de passage

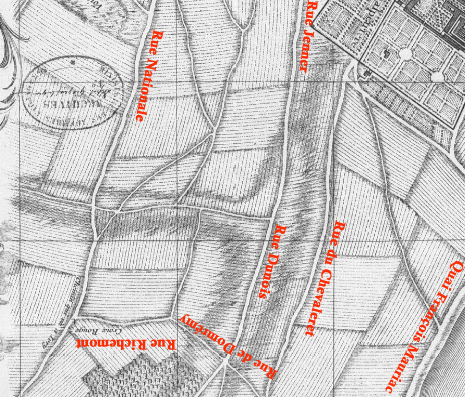
Plan du quartier de la Gare en 1762 (BnF).

L'histoire du quartier de la Gare est assez difficile à retracer avant le XVIIe siècle car les terres qu'il occupe ne sont avant que des pâtures, champs ou vignes situées dans la plaine d'Ivry.
Sous l'Antiquité, les rives alors marécageuses de la Seine au niveau du 13e arrondissement ne sont guère propices à l'installation des habitants de Lutèce qui se concentrent sur le territoire de l'actuel 5e arrondissement. Il semblerait pourtant que lors de la guerre des Gaules, en 52 av. J.-C., le camp de l'un des lieutenants de Jules César, Titus Labienus, fut établi dans la plaine d'Ivry avant qu'il ne s'attaque aux Parisii menés par Camulogène.
La période se situant entre la chute de l'Empire romain et la fin du Moyen Âge ne donne aucune explication quant à une quelconque présence humaine sur ces terrains. On sait toutefois que cette zone, située hors des murs de Paris au XIIIe siècle se trouvait sous la juridiction du village d'Ivry au sud et sous celles des seigneuries dépendant de Paris.
Le développement du faubourg Saint-Marcel voisin, et de Paris dans son ensemble, implique une demande accrue de nourriture et, dès le XVIe siècle, des moulins s'installent dans la plaine d'Ivry afin d'y moudre le grain, de même que des vignes situées sur le coteau longeant la Seine (entre les actuelles rue du Dessous-des-Berges et rue du Château-des-Rentiers et la rue de Domrémy et Ivry, au lieu-dit du Bas-des-Chamaillards).
La culture n'est cependant pas absente de la plaine d'Ivry. Orge, avoine, seigle y sont cultivés, surtout dans la zone la plus fertile, en bord de Seine (entre l'actuelle rue du Chevaleret et la Seine). Enfin, de nombreuses carrières (souterraines ou à ciel ouvert) se développent sur la quasi-totalité des terrains compris entre les actuelles avenue de Choisy et rue Dunois. Par ailleurs, des chemins apparaissent afin de desservir les carrières et les cultures et vont conditionner le développement futur du quartier :

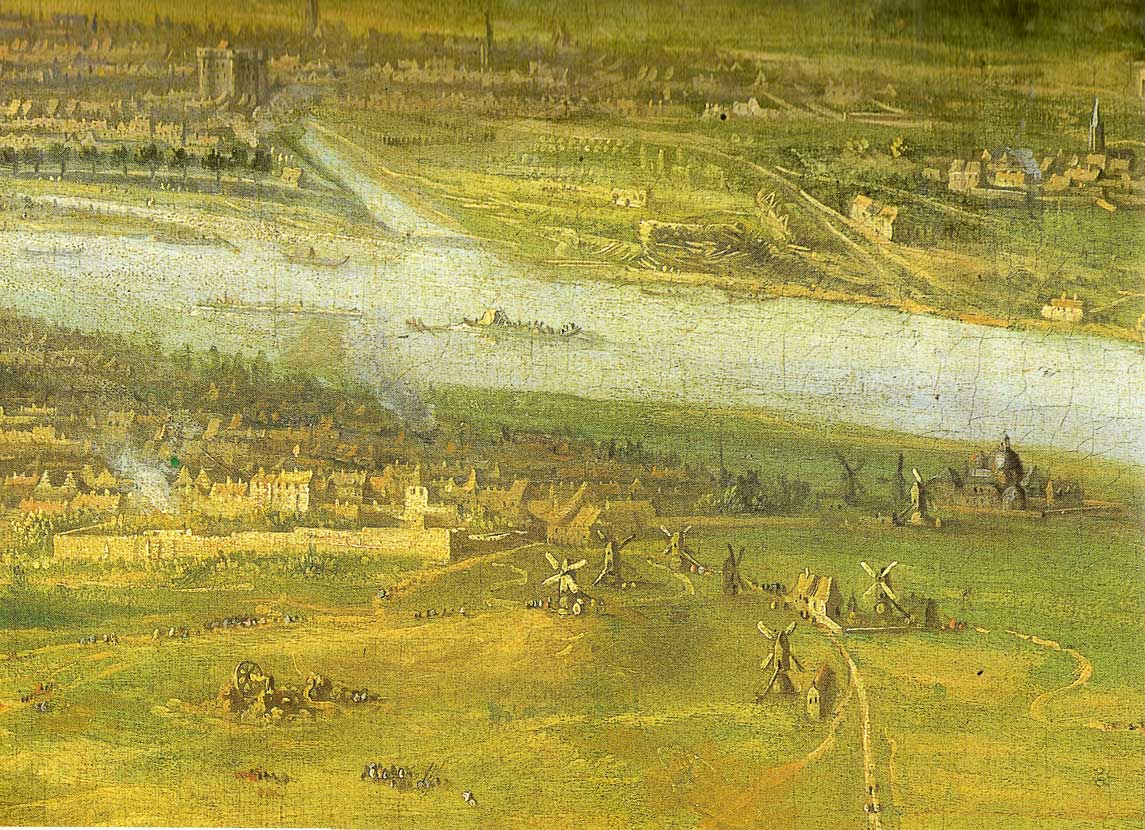
Vue de Paris lors de la Fronde en 1649 montrant au premier plan la Salpêtrière, le faubourg Saint-Marcel et en arrière-plan, le faubourg Saint-Antoine et la Bastille.

- le chemin de la Tripière (actuelle rue Albert-Bayet) ;
- un chemin anonyme qui deviendra la rue Dunois ;
- le chemin de la Croix-Rouge (actuelles rues de Domrémy et de Richemont).

Mais, de par de sa situation géographique, le quartier de la Gare est un lieu de passage, permettant de relier Paris à l'extérieur. Plusieurs routes, très fréquentées depuis fort longtemps, le traversaient :
- le vieux chemin d'Ivry (actuelle rue du Château-des-Rentiers) ;
- le chemin d'Ivry (actuelle rue Nationale), reliant le faubourg Saint-Marcel à Ivry-sur-Seine ;
- l'ancienne route gauloise (actuelle avenue de Choisy), reliant Paris à Melun, Lyon et l'Italie. L'ancienneté de cette route fut révélée en 1880 par la découverte, non loin de la place d'Italie, d'une trousse de médecin (sous forme de vase de bronze) du IIIe siècle, contenant des pièces de monnaie, des instruments de chirurgie et des étuis à onguents ;
- la route d'Italie ou de Fontainebleau (actuelle avenue d'Italie), reliant, comme son nom l'indique, Paris à l'Italie. Cette route fut tracée au XVIe siècle, afin de permettre aux rois de France de rejoindre le château de Fontainebleau ;
- la route longeant la Seine (actuel quai François-Mauriac) remontant sûrement à l'Antiquité et généralement utilisée par les lourds chariots afin de leur éviter les déclivités de l'arrière-pays.

### Les premiers habitants

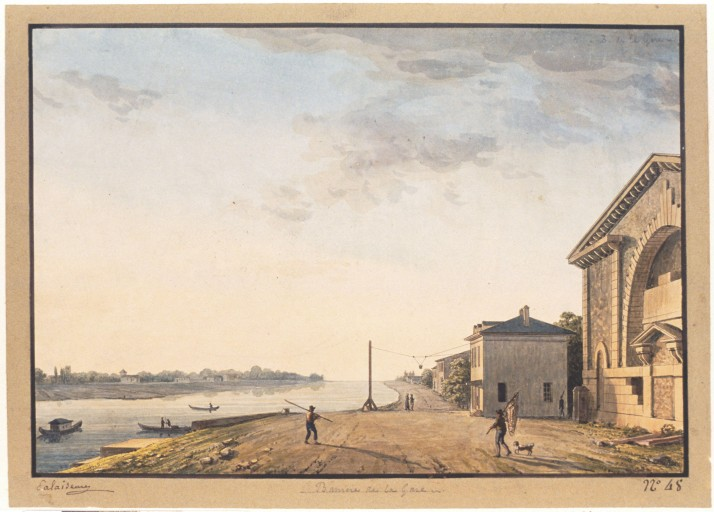
La barrière de la Gare en 1819, eau-forte aquarellée de Palaiseau (BnF).

La construction du Petit Arsenal sous Louis XIII et qui deviendra en 1656 l'hôpital de la Salpêtrière, situé à la lisière du Paris d'alors, va pour longtemps marquer les limites de la zone urbanisée. Le XVIIe siècle voit les premières occupations humaines attestées sur la plaine d'Ivry :
- une auberge, la Maison-Blanche, le long de la route d'Italie et qui donnera plus tard son nom au quartier environnant et à une station de métro ;
- un relais de poste situé long du chemin du Chevaleret (actuellement rue du Loiret) ;
- une dernière maison à la pointe de l'avenue de Choisy.

Au milieu de ce désert humain existait une exception notable : la verrerie Saget située en bord de Seine, en aval de l'actuelle rue Watt. On sait peu de choses de cet établissement : il fut fondé plus tard, en 1792, par Jean André Saget (dit de Maker) et dut employer une main-d'œuvre nombreuse, étant donné sa taille.
En 1764, Louis XV décide de reporter hors des limites de la ville une partie des activités fluviales, très intenses dans le Paris intra-muros d'alors, en lançant la creusement d'une gare fluviale au niveau de l'actuelle station de métro Quai de la Gare. Prévu pour accueillir plus de 650 grosses barges, le bassin devait être de forme semi-circulaire et protégé du courant de la Seine par une digue, avec deux entrées à chaque extrémité. Plus de 2 000 ouvriers œuvrèrent au creusement de la gare d'eau dont 650 logés sur place. Ce projet étant un gouffre financier, le Parlement de Paris annula alors le projet avant la Révolution française. Le chantier demeura visible jusqu'au XIXe siècle et donna son nom à l'actuel quartier.
Juste avant la Révolution française, le mur des Fermiers généraux va ceindre la ville de Paris et marquer jusqu'en 1860 la frontière officielle avec Ivry. Cependant, dans les dernières années du XVIIIe siècle, un hameau va se former au niveau de l'actuelle rue Esquirol et déborder hors du mur nouvellement dressé le long du boulevard de la Gare. Le village des Deux-Moulins — qui doit son nom aux deux moulins à vent, dits moulin Neuf et moulin Vieux de l'Hôpital, figurant sur tous les plans depuis celui de Jean de la Caille (1714) — prendra le nom de « village d'Austerlitz » en 1806. S'y installent guinguettes, auberges, dix maisons de prostitution ainsi qu'une population indigente qui se regroupera dès 1850 dans la cité Doré (actuelle place Pinel).
Les habitations se développent progressivement, pendant les années 1840 à 1860, le long de la rue Nationale pour atteindre ce qui deviendra l'actuelle place Nationale. Par ailleurs, la rue du Chevaleret commence elle aussi à se lotir.
C'est l'apparition du chemin de fer qui va surtout donner tout son essor au quartier : en 1840 est érigé l'embarcadère du Jardin des Plantes (future gare d'Austerlitz). La ligne de chemin de fer, traversant la plaine d'Ivry entre la rue du Chevaleret et la Seine va pour longtemps séparer le quartier de la Gare de la Seine.
Mille huit cent quarante-trois va voir la fin de la construction de l'enceinte de Thiers, bloquant ainsi le développement du quartier vers Ivry au sud. Cette enceinte est desservie par un boulevard militaire qui deviendra plus tard le boulevard Masséna.
Bien que cette enceinte sépare le quartier de la Gare d'Ivry, cette dernière commune n'en conserve pas moins le quartier sous sa juridiction. Face à l'urbanisation progressive de la plaine d'Ivry, il est donc décidé d'y mener des travaux d'aménagement :
- l'aménagement de la rue Nationale, terminé en 1848 ;
- l'érection de l'église Notre-Dame-de-la-Gare en 1854 ;
- la mise en place en 1858 du pont Picard enjambant les voies de chemin de fer de la compagnie d'Orléans et qui sera remplacé par le viaduc de Tolbiac après sa destruction lors d'une tempête.

### L'annexion et le développement

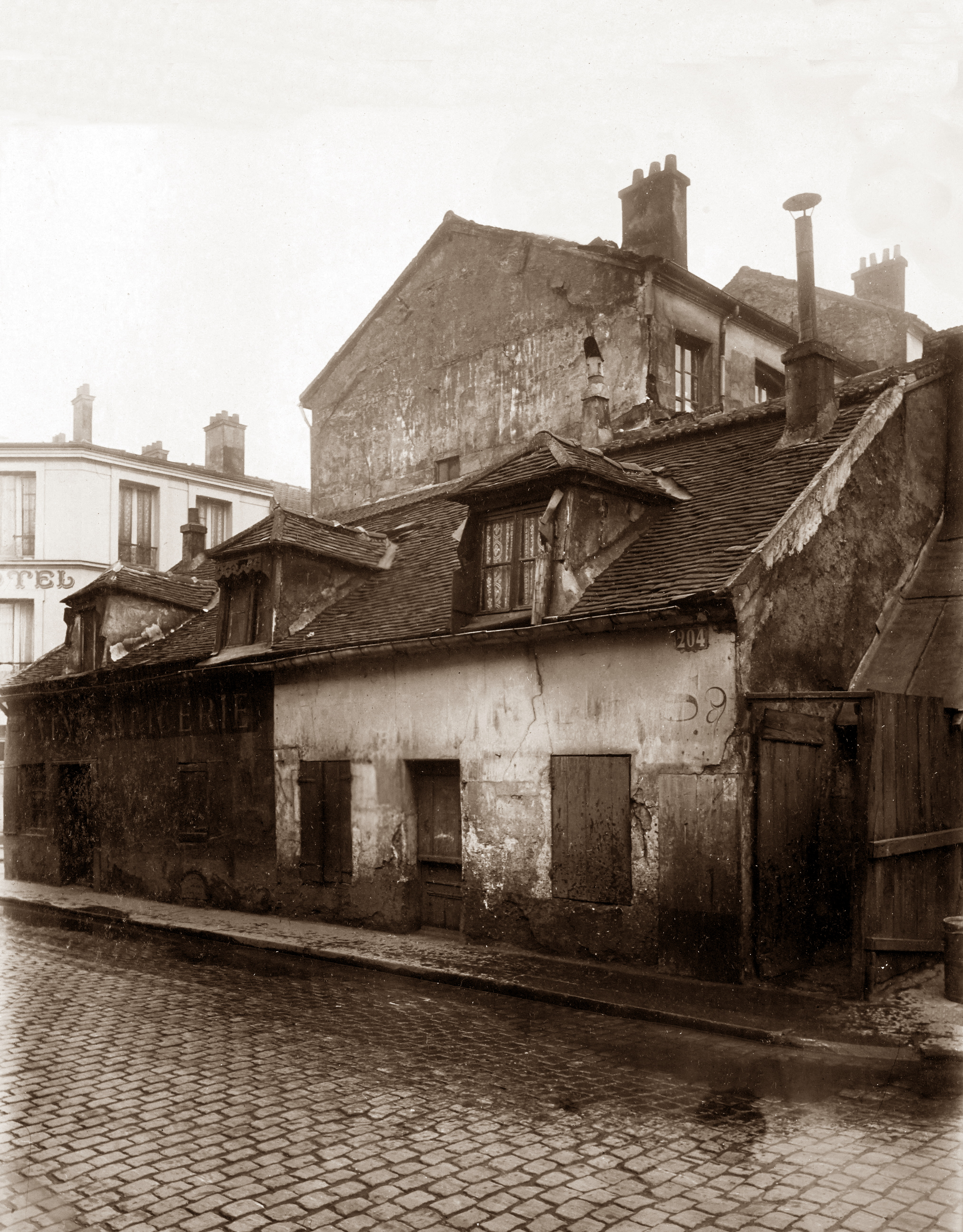
Habitat typique du XIXe siècle, situé rue du Château-des-Rentiers (Eugène Atget, 1925), BnF.

Les grands travaux entrepris par le baron Haussmann pour rénover la capitale vont atteindre la plaine d'Ivry : le 1er janvier 1860, tous les territoires situés entre l'ancienne limite de Paris et l'enceinte de Thiers sont annexés à la ville de Paris. Le quartier de la Gare est alors créé au sein du 13e arrondissement.
Il ne faut cependant pas s'imaginer que le quartier atteint le même standing que le tout nouveau quartier de l'Opéra auquel Haussmann s'attachait alors. Doré décrit le quartier lors de son annexion :
« Il y a ici beaucoup à faire et on doit regretter que l'administration communale (d'Ivry) n'ait pas été plus modeste à l'égard de l'église (Notre-Dame-de-la-Gare) et plus attentive aux besoins généraux des divers parties de ce quartier […]. »
Il est vrai que le quartier offre un paysage à mi-chemin entre ville et campagne : il est couvert de cultures, de carrières à ciel ouvert transformées en champignonnières, de pâtures saupoudrées çà et là d'habitations.
Cependant, Haussmann va diriger lui-même certains travaux avec le percement de la rue Jeanne-d'Arc, de la rue de Patay et de la rue Xaintrailles au lieu-dit de la Cerisaie Saint-Marcel. L'établissement dans ce quartier de l'église et d'écoles permet d'y fédérer les rôles administratifs et religieux, imposant l'ordre du Second Empire à ce faubourg mal famé. Avant la construction de l'église Notre-Dame-de-la-Gare, les offices religieux étaient célébrés dans un ancien cabaret à l'angle des rues Nationale et Harvey.
Les prix très bas des terrains dans ce nouveau quartier parisien vont attirer les industries. C'est ainsi qu'en 1873 la société Perin-Panhard s'installe le long du futur boulevard Masséna. Les ateliers du chemin de fer d'Orléans se développent le long de la rue du Chevaleret, attirant une population ouvrière. En 1860, le quartier compte 9 432 habitants. En 1869, celle-ci est passée à 19 395.
Les conditions de logement des nouveaux habitants du quartier n'ont rien des standards haussmanniens : l'habitat est généralement de faible hauteur en maçonnerie. En 1899, le docteur Mangenot, couvrant le secteur compris entre les avenues d'Italie et de Choisy, recense 212 maisons au milieu des carrières à ciel ouvert, souvent faites de planches ou de plâtre et composées d'une seule pièce. La condition sanitaire du quartier est très préoccupante (notamment au niveau de la tuberculose). De nombreuses œuvres à caractère social et sanitaire vont alors se développer dans le quartier.
Louis-Barthélemy Parguel, curé de l'église Notre-Dame-de-la-Gare, s'attache dès les années 1850 à œuvrer en faveur des plus démunis, ce qui lui vaudra d'être épargné durant la Commune de Paris. En 1873 est créée une première œuvre laïque pour créer et développer des écoles. Paulin Enfert crée un patronage rue Gandon. Les premiers logements sociaux voient le jour rue Jeanne-d'Arc.

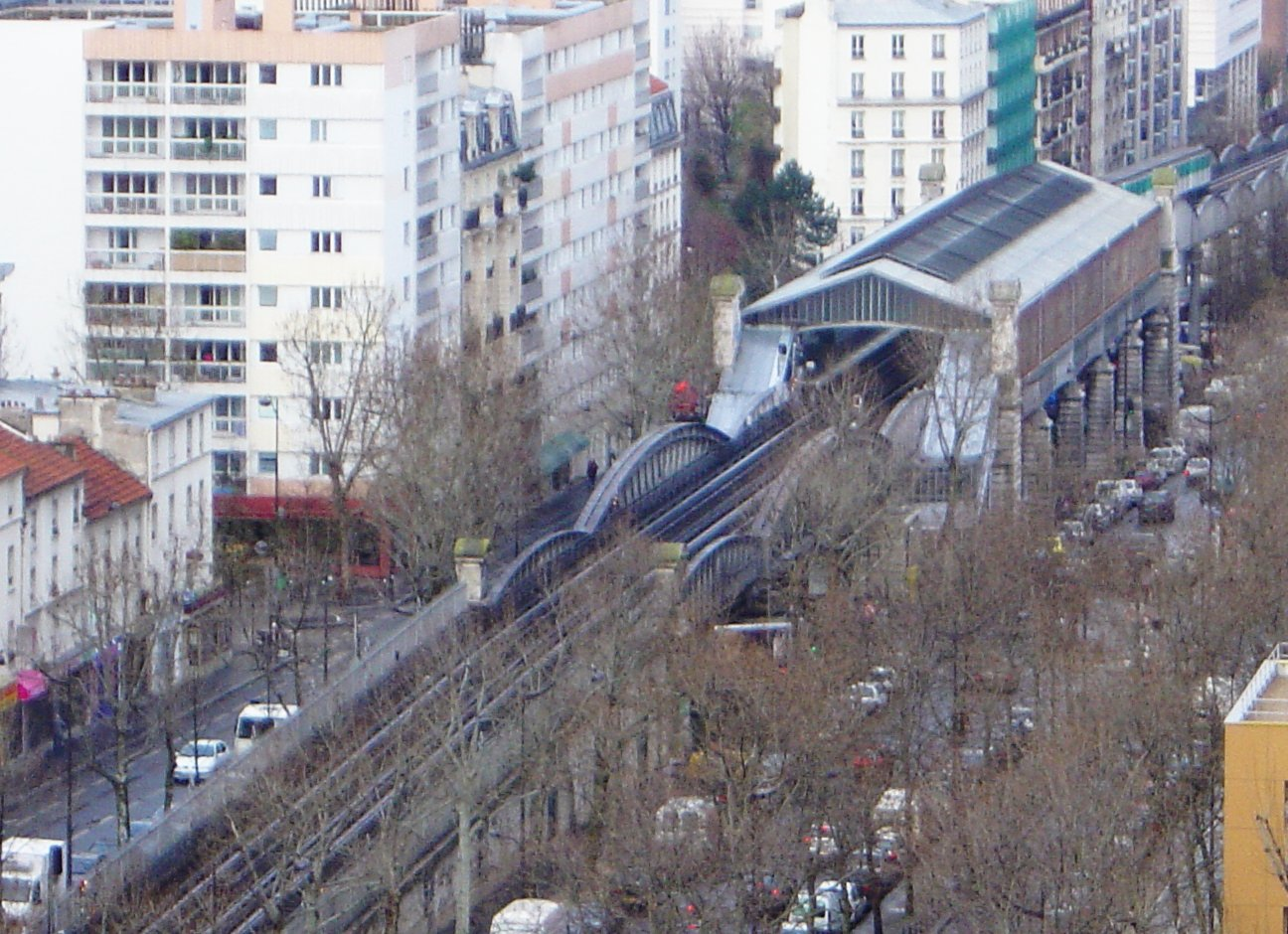
Vue du viaduc aérien de la ligne 6 à la station Nationale.

À la Belle Époque, le quartier a quasiment terminé son urbanisation. Il offre alors un visage déjà contrasté, avec d'une part de rares zones répondant aux critères du Paris haussmannien (rue Jeanne-d'Arc, rue de Tolbiac…) et de l'autre, des zones pavillonnaires ou de petits immeubles d'apparence modeste, voire de bidonvilles le long des fortifications.
Il faut cependant signaler que le quartier bénéficiera tôt des transports en commun qui se mettent alors en place à Paris :
- ligne de Petite Ceinture avec les stations Orléans-Ceinture et Maison-Blanche dès les années 1860 ;
- le métro de Paris avec la ligne 6 ouverte en 1909.

### Aménagements et mutation
Après la Première Guerre mondiale, le quartier, toujours très modeste, va commencer à expérimenter les nouvelles politiques urbanistiques visant à faire de Paris une ville moderne.
Au sud du quartier, la destruction de l'enceinte de Thiers va permettre la construction d'équipement sportifs, d'habitats bon marché (HBM) ainsi que la disparition progressive des bidonvilles existant sur la zone non ædificandi. De même, l'usine à gaz de l'avenue de Choisy est rasée pour faire place au parc de Choisy. La cité Jeanne-d'Arc, insalubre et source de faits divers, est rasée en 1934. De nouveaux axes sont tracés, tels que l'avenue Edison, la rue Charles-Moureu et la rue du Docteur-Magnan. Les pavillons et les bas immeubles sont alors remplacés par des immeubles modernes en brique.
Mais ce sont surtout les grands travaux des années 1960 qui vont profondément modifier le visage du quartier, notamment au niveau de la rue Nationale, premier axe historique d'urbanisation du secteur. La rue est alors bordée de nombreux petits immeubles dégradés, mais animés d'une vie très intense, avec près de 240 boutiques. Dans le cadre de l'opération de rénovation dite des Deux-Moulins, le quartier est rasé dans sa quasi-totalité pour laisser place à des ensembles de barres d'immeubles et de tours de grande hauteur ouverts sur des espaces verts. En 1975 se dresse le quartier des Olympiades (jusqu'aux portes d'Ivry et de Choisy) en lieu et place de l'ancienne gare de marchandises des Gobelins. Léo Malet, dans Brouillard au pont de Tolbiac, fait dire à Nestor Burma du quartier de la Gare des années 1950 :
« C’est un sale quartier, un foutu coin. […] Ça pue trop la misère, la merde et le malheur […]. »
Le déclin de la gare d'Austerlitz, la fermeture de la raffinerie Say, des usines Panhard vont, en plus de la destruction des quartiers insalubres, provoquer une émigration massive des anciens habitants du quartier de la Gare vers le 14e arrondissement, Ivry-sur-Seine et Vitry-sur-Seine. Parallèlement, une forte population venue d'Extrême-Orient s'est fixée dans le quartier des Olympiades, faisant de la partie ouest du quartier le Chinatown de Paris.
Même si le quartier de la Gare reste la partie la plus modeste du 13e arrondissement, il n'en est pas moins qu'il a, depuis ces restructurations, perdu son ancien visage.
Le processus de modernisation du quartier est encore en cours avec l'opération Paris Rive Gauche. L'implantation de la Bibliothèque nationale de France en 1996, l'arrivée de la ligne 14 (désenclavant le quartier) ont permis de redonner un certain dynamisme à cette zone ayant durement souffert de la disparition des industries du Paris intra-muros. Il est le plus grand chantier initié à Paris depuis le XIXe siècle et doit à terme recouvrir dans sa totalité les voies ferrées de la gare d'Austerlitz, réconciliant en cela le quartier de la Gare avec la Seine, dont il fut séparé pendant plus de cent cinquante ans.
Ces retrouvailles sont scellées depuis 2006 par l'établissement de la passerelle Simone-de-Beauvoir au-dessus de la Seine.

## Édifices et monuments
- L'église Notre-Dame-de-la-Gare fut consacrée le 11 novembre 1859. Ce site est desservi par les stations de métro Nationale, Bibliothèque François-Mitterrand et Olympiades.
- Église Saint-Hippolyte. Ce site est desservi par la station de métro Maison Blanche.

- La Bibliothèque François-Mitterrand (BnF) est la plus importante bibliothèque française. Elle a le statut d'établissement public. Ses activités sont réparties sur différents sites, dont le principal est la bibliothèque François-Mitterrand, située dans le quartier de la Gare. Ce site est desservi par les stations de métro Quai de la Gare et Bibliothèque François-Mitterrand.

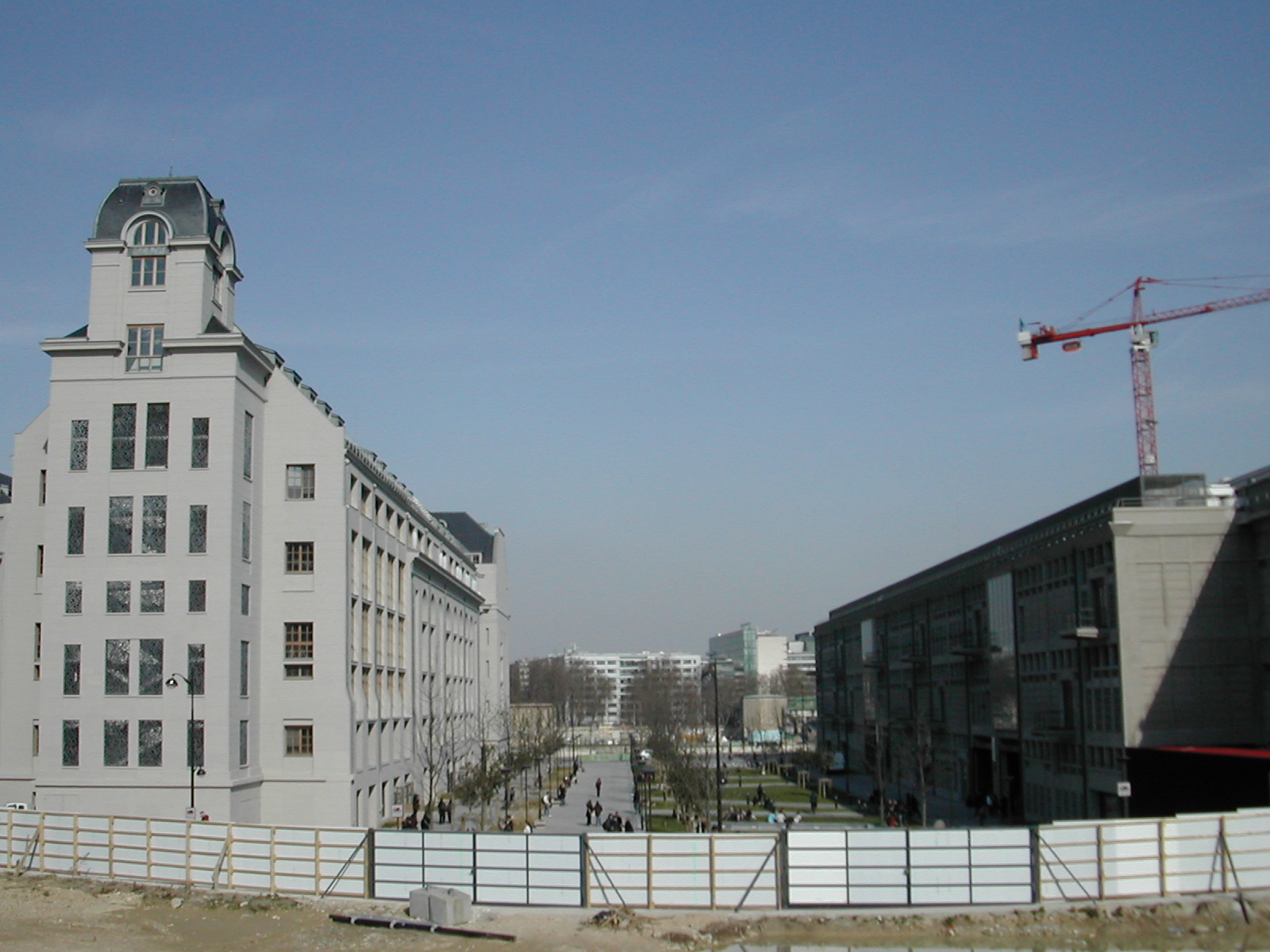
Les Grands Moulins de Paris (à gauche) et la Halle aux farines (à droite) forment le campus de l'Université Paris VII.

- Université Paris VII. Avec 2 300 enseignants-chercheurs et chercheurs et 1 100 membres de personnels administratifs et techniques, Paris 7 accueille aujourd'hui 27 000 étudiants qui sont répartis sur plusieurs campus. Ce site est desservi par la station de métro Bibliothèque François-Mitterrand.
- Le centre Pierre-Mendès-France, aussi appelé Tolbiac, est une annexe de l’Université Paris 1 Panthéon-Sorbonne située au 90, rue de Tolbiac dans le 13e arrondissement de Paris. Il accueille environ 11 000 étudiants de première et de deuxième année de licence en sciences humaines, en sciences économiques, en gestion et dans quelques disciplines juridiques. Il s'agit d'un ensemble de trois tours d’inégales hauteurs : la tour A est haute de 9 étages, la tour B de 16, et la tour C de 22. Le site de Tolbiac a été traversé par tous les mouvements étudiants qui se sont déroulés depuis 1968 : en 1976, en 1986, en 1994, en 1995, en 1997, en 2003, en 2006, 2009, 2011, 2016 et 2018. Ils lui valent le surnom de « Tolbiac la rouge ». Ce site est desservi par la ligne 14 à la station de métro Olympiades.

- Le parc de Choisy, également nommé « square de Choisy », est un jardin public situé dans le 13e arrondissement de Paris, à proximité du quartier chinois. Ce site est desservi par la station de métro Tolbiac.

- Les Frigos sont actuellement un pôle artistique, situé non loin de la BnF. Cet ancien terminal ferroviaire a été investi par des artistes dans les années 1980, leur servant ainsi de cité de résidence. Ce phénomène persiste depuis, malgré les aléas : changements de propriétaires, restructuration du quartier… Contrairement à ce que dit la rumeur, les Frigos ne sont pas un squat. En effet les artistes reversent un loyer à la Ville de Paris, propriétaire du bâtiment depuis 2004. Ce site est desservi par la station de métro Bibliothèque François-Mitterrand.
- Usines Panhard. Ce site est desservi par la station de métro Porte d'Ivry.
- La Cité-refuge de l'Armée du Salut est un centre d'hébergement pour personnes nécessiteuses, construit en 1935 par Le Corbusier et son cousin, Pierre Jeanneret, pour l'Armée du salut[21]. Ce fut le premier bâtiment important de Le Corbusier à Paris, qui exprime ici ses idées en matière d'habitat social. Une partie de l'édifice est classée monument historique[22] depuis 1975. Ce site est desservi par la station de métro Bibliothèque François-Mitterrand.

- La halle Freyssinet est une vaste halle en béton armé à trois travées jouxtant les voies ferrées d'Austerlitz, elle a été exploitée par le SERNAM (SERvice NAtional de Messagerie) jusqu'en 2006. Elle resta à l'abandon jusqu'au jour où sa réhabilitation fut envisagée, lorsque la ville de Paris décida d'implanter le nouveau TGI dans ce secteur. Le projet fut abandonné et la SNCF a loué la Halle à une société d'évènementiel pour une durée de cinq ans. Celle-ci a effectué quelques travaux de rénovation sommaires afin de conserver le bâtiment en assez bon état pour accueillir le public. La halle a finalement été achetée par Xavier Niel et la Caisse des dépôts et consignations pour y ouvrir un incubateur de startups du domaine du numérique en 2017[23], après d'importants travaux en vue de sa réhabilitation. Ce site est desservi par les stations de métro Bibliothèque François-Mitterrand et Chevaleret.

## Odonymie

### Jeanne d'Arc
Un certain nombre de noms de rues situées au voisinage de la place Jeanne-d'Arc font référence à Jeanne d'Arc :
- la rue Jeanne-d'Arc ;
- la rue de Domrémy : Jeanne est née à Domrémy ;
- la rue Baudricourt et impasse Baudricourt : c'est auprès de Robert de Baudricourt que Jeanne a demandé son escorte à Vaucouleurs ;
- la rue de Reims : Jeanne est l'initiatrice de la chevauchée vers Reims qui mena au sacre de Charles VII ;
- la rue de Patay : la bataille de Patay est une victoire de Jeanne ;
- les rues Xaintrailles, Dunois et Lahire : Xaintrailles, Dunois et Lahire faisaient partie des compagnons d'arme de Jeanne ;
- la rue Clisson : Clisson est un personnage de la guerre de Cent Ans.